# 2015년 5월
| 2015년: 1월 · 2월 · 3월 · 4월 · 5월 · 6월 · 7월 · 8월 · 9월 · 10월 · 11월 · 12월 |

| <          | 2015년 5월  | 2015년 5월 | 2015년 5월 | 2015년 5월 | 2015년 5월  | >          |
| 일         | 월          | 화         | 수         | 목         | 금          | 토         |
|            |             |            |            |            | 1 3.13 정축 | 2 14 무인  |
| 3 15 기묘  | 4 16 경진   | 5 17 신사  | 6 18 임오  | 7 19 계미  | 8 20 갑신   | 9 21 을유  |
| 10 22 병술 | 11 23 정해  | 12 24 무자 | 13 25 기축 | 14 26 경인 | 15 27 신묘  | 16 28 임진 |
| 17 29 계사 | 18 4.1 갑오 | 19 2 을미  | 20 3 병신  | 21 4 정유  | 22 5 무술   | 23 6 기해  |
| 24 7 경자  | 25 8 신축   | 26 9 임인  | 27 10 계묘 | 28 11 갑진 | 29 12 을사  | 30 13 병오 |
| 31 14 정미 |             |            |            |            |             |            |

| 편집하기 |

## 2015년 5월 29일 (금요일)
국제
- 모하마두 부하리가 나이지리아의 대통령에 취임했다.

## 2015년 5월 28일 (목요일)
사회
- 대한민국에서 메르스 감염 환자가 23명으로 늘어났다.

## 2015년 5월 27일 (수요일)
국제
- 인도에서 폭염으로 2,000명이 사망하였다.
- 스위스 취리히에서 국제축구연맹(FIFA) 고위 임원 7명이 비리 혐의로 체포되었다.

## 2015년 5월 23일 (토요일)
국제
- 오스트리아 빈에서 열린 2015년 유로비전 송 콘테스트에서 스웨덴 대표 몬스 셀멜뢰브가 'Heroes'로 우승하였다.

소식
- 수학자 존 포브스 내시와 그 부인이 교통사고로 사망하였다.

## 2015년 5월 21일 (목요일)
정치
- 새 국무총리 후보로 황교안 법무부 장관을 내정하였다.

## 2015년 5월 20일 (수요일)
사회
- 대한민국에서 중동호흡기증후군 첫 환자가 발생했다.

## 2015년 5월 18일 (월요일)
정치
- 17일 오사카도 구상에 대해 일본 오사카부 오사카시 주민을 대상으로 한 주민투표가 이루어져 개표한 결과, 찬성 49.6%, 반대 50.4%로 최종적으로 부결되었다. 현재 오사카 시장인 하시모토 도루(일본유신회)는 선거결과에 책임을 지고 내년 정계은퇴를 선언했다.

## 2015년 5월 13일 (수요일)
사건사고
- 서울특별시 서초구에 있는 대한민국 육군 52사단 예비군 훈련장에서 총기사고가 발생해 5명의 사상자가 발생했다.

국제
- 부룬디에서 군사 쿠데타 기도가 발생했다.

## 2015년 5월 12일 (화요일)
재난/재해
- 네팔에서 규모 7.3의 강진이 일어나 약8천명의 사상자가 발생했다.

## 2015년 5월 9일 (토요일)
정치
- 조선민주주의인민공화국에서 김정은참관하에 잠수함발사 탄도유도탄 사출시험이 성공적이었다고 밝혔다.
- 이집트 카이로 형사법원이 호스니 무바라크 전 대통령에게 공금 횡령 혐의로 징역 4년을 선고했다.

## 2015년 5월 8일 (금요일)
사회
- 성완종 리스트에 이름이 올랐던 홍준표 경상남도지사가 피의자 신분으로 검찰 조사를 받았다.

## 2015년 5월 7일 (목요일)
선거
- 2015년 영국 총선: 영국에서 치러진 총선에서 집권 여당인 보수당이 압도적으로 승리하였다.

## 2015년 5월 6일 (수요일)
정치
- 공무원 연금 개혁안 4월 국회 처리가 무산되었다.

## 2015년 5월 2일 (토요일)
사회
- 새누리당과 새정치민주연합이 공무원 연금 개혁 협상을 타결하였다.

## 2015년 5월 1일 (금요일)
사회
- 근로자의 날을 맞아 민주노총이 서울광장에서 노동절 집회를 개최하고 세월호 철야 농성에 합류하였다.